# Cattleya kerrii
Cattleya kerrii ("Kerr's Cattleya") là một loài lan.